# 2010年尼日政變
2010年尼日政變是指在2010年2月18日，軍官薩洛·吉博領導的尼日軍隊在首都尼亞美發動的軍事政變，推翻尼日總統馬馬杜·坦賈。在此政變發生之前，隨著總統馬馬杜·坦賈的統治越趨獨裁，國內面臨經濟危機和制度危機，引發軍官薩洛·吉博的反彈。2月18日中午，薩洛·吉博指揮部隊士兵們襲擊首都尼亞美的總統府，造成建築破壞和多人死亡。其中，士兵逮捕當時正在總統府主持政府會議的總統馬馬杜·坦賈及其內閣。幾個小時后，軍隊在電視上宣布推翻總統馬馬杜·坦賈、成立名為「民主復興最高委員會」（CSRD）的軍政府，並由薩洛·吉博領導。
在民主復興最高委員會奪取權力後，軍政府宣布中止《尼日憲法》、解散憲法國家機構、實施夜間宵禁，並起草新憲法。這次政變得到反對派人士和民眾的支持，並組織支持軍隊的示威遊行。不過非洲聯盟、國際社會則是譴責這次政變，呼籲盡速恢復民主。其後軍政府與國際特使會晤，宣布其恢復民主秩序的意願。2010年4月，軍政府制定恢復文官統治的計劃，並接受獨立選舉委員會的修改。該計劃預定在2010年舉辦憲法公投，並在2011年舉辦總統選舉和國會選舉。整個公投和選舉過程得到國際觀察員的讚揚。
軍政府還成立特別委員會，追究前政府成員的責任。部分前部長和官員因為貪汙或挪用公款的罪名遭到拘留，並要求返還公款。最初被廢黜的總統馬馬杜·坦賈遭到軟禁，後來因為遭指控涉及貪汙，在2011年1月入獄。2011年4月7日，民主復興最高委員會舉行總統選舉產生新政府，由反對派領導人穆罕默杜·優素福當選總統。在穆罕默杜·優素福宣誓就任總統後，民主復興最高委員會結束近14個月的統治，實現朝向文官統治的過渡。